# Gabriela Mistral
Gabriela Mistral (pseudonimo di Lucila de María del Perpetuo Socorro Godoy Alcayaga; Vicuña, 7 aprile 1889 – New York, 10 gennaio 1957) è stata una poetessa, educatrice, diplomatica e femminista cilena.

Firma di Gabriela Mistral

 La prima donna latinoamericana a vincere il Premio Nobel per la letteratura nel 1945

## Biografia
Gabriela Mistral nasce a Vicuña, in Cile, il 7 aprile 1889, figlia di Juan Jerónimo Godoy Villanueva e di Petronila Alcayaga Rojas. Il padre rappresenterà una figura chiave per la sua carriera, nonostante abbandoni la famiglia quando Gabriela ha solo tre anni. Saranno infatti i versi scritti dal genitore, ritrovati per caso, "a risvegliare la sua passione poetica".
All'età di 11 anni viene ingiustamente accusata di aver rubato del materiale didattico dalle compagne di classe, e per questo motivo lascia la scuola femminile di Vicuña ed inizia a prendere lezioni private dalla sorella, anche lei insegnante. Emelina, di quindici anni più grande, le trasmetterà la passione per l'insegnamento e per la Bibbia, che diverranno temi ricorrenti nelle opere mistraliane.
Fondamentale a 15 anni anche l'incontro con il direttore del periodico locale El Coquimbo de la Serena, Bernardo Ossandón, grazie al quale conosce la poesia di Frédéric Mistral, i novellisti russi e la prosa di Montaigne. Proprio nel giornale di Ossandón pubblica i suoi primi articoli nome di Lucila Goldoy.
Nello stesso periodo anche alcune delle sue poesie, tra cui Ensoñaciones, Carta Íntima e Junto al Mar, vengono pubblicate in La voz de Elqui e Penumbra sotto diversi pseudonimi, come “Soledad”, “Alguien” e “Alma”.

### Gli anni dell'insegnamento e i primi successi letterari
Nel 1905 decide di seguire la sua vocazione e di diventare insegnante. Il suo sogno però si scontra duramente con la complessa politica del Cile agli inizi del XX secolo. Durante l'adolescenza dell'autrice infatti, e specialmente nelle zone rurali, la domanda di insegnanti era così alta rispetto al numero di quelli disponibili che chiunque desiderasse lavorare poteva ottenere una cattedra. Tuttavia ottenere una laurea ed essere riconosciuti come insegnanti a tutti gli effetti era difficile: la quota d'iscrizione alla Scuola Normale per la formazione degli insegnanti di La Serena si aggirava intorno ai tremila pesos, una somma altissima a quei tempi. Con l'aiuto della madre Gabriela riesce a racimolare il denaro necessario e a superare gli esami d'ammissione con buoni voti, ma viene espulsa poco dopo a causa di alcuni articoli pubblicati per El Coquimbo in cui proponeva un'educazione libera e accessibile a tutte le classi sociali.
Grazie alla sorella Emelina la scrittrice riesce comunque ad ottenere un lavoro come insegnante in alcune scuole minori del paese. Tra il 1906 e il 1912 insegna in tre scuole differenti, tra cui un liceo di Los Andes, nel quale rimane per sei anni.
Nel 1906 incontra Romeo Ureta Carvajal, un impiegato ferroviario del quale si innamora, ma che si suiciderà nel 1909; a causa di tale evento la presenza del dolore nella poetica di Mistral, già ampiamente dedicata al tema della morte, giungerà ad assumere una consistenza ancora maggiore.
Nel dicembre 1914 in una competizione letteraria nazionale svoltasi a Santiago, denominata Juegos Florales, riceverà un importante riconoscimento del suo talento letterario vincendo il primo premio con Sonetos de la Muerte, opera dedicata alla morte dell'amato Romeo. Da quel momento in poi adotterà lo pseudonimo di Gabriela Mistral in pressoché tutti i suoi scritti, un omaggio ai due suoi poeti preferiti: Gabriele D'Annunzio e Frédéric Mistral.
Nel 1918 l'allora Ministro dell'Educazione e futuro presidente del Cile, Pedro Aguirre Cerda, le offre la cattedra di direttrice al liceo di Punta Arenas. Si trasferisce a Temuco l'anno successivo con lo stesso incarico e nel 1921 si sposta a Santiago, dove vince il concorso per diventare direttrice del più moderno e prestigioso liceo femminile cileno, il Liceo de Santiago.

### I viaggi e i successi all'estero
A Santiago la presenza di Gabriela non viene vista di buon occhio dalle élite a causa della sua mancata formazione accademica, e questo la spinge ad accettare l'anno successivo l'invito in Messico da parte del Ministro dell'educazione José Vasconcelos a prendere parte ad un piano biennale di riforma scolastica con l'intento di far decollare l'istruzione del Paese.
Grazie al direttore dell'Instituto de las Españas Federico de Onís, la raccolta di poesie scritte da Gabriela molti anni prima, Desolación, viene pubblicata a New York nel 1922, contribuendo a farla conoscere nel Nord America.
Nel 1923 viene inoltre data alle stampe in Messico Lecturas para Mujeres, un'antologia di prose e poesie di vari autori latinoamericani dedicati alla maternità e all'istruzione femminile, che comprende alcuni testi inediti della scrittrice. In essi Mistral sostiene la necessità di un'istruzione specifica per le studentesse, in quanto a suo parere la letteratura e le discipline umanistiche verrebbero da queste percepite e assimilate attraverso processi cognitivi differenti dai colleghi maschi.
Lo stesso anno Gabriela riceve dal presidente del Messico Álvaro Obregón una borsa di studio della durata di un anno che le permette di viaggiare negli Stati Uniti e in Europa. Visita Texas, New York e Washington D.C. dove tiene discorsi pubblici per l'OSA, e poi si sposta in Italia, Francia e Spagna.
Con l'Europa stabilisce subito un legame importante: è a Madrid infatti che pubblica il suo nuovo volume, Ternura, una collezione di ninne nanne, filastrocche e canzoni scritte principalmente per i bambini, che rinnova il genere tradizionale della poesia infantile e si distacca dalla sua precedente poetica austera e raffinata.
Nel 1924 ritorna in America Latina, con visite in Brasile, Uruguay e Argentina. Una volta in Cile, si ritira definitivamente dall'insegnamento e riceve una pensione poco prima che il governo cileno approvi la mozione in cui l'Unione degli insegnanti chiedeva che solamente gli insegnanti che avevano conseguito una laurea potessero ottenere una cattedra nelle scuole del Paese.

### Incarichi oltreoceano
Nel 1925 è invitata a rappresentare l'America Latina all'Istituto per la Cooperazione Intellettuale della Lega delle Nazioni, a Parigi. Durante la sua permanenza in Francia, che durerà fino al 1932, lavora come giornalista e tiene lezioni e conferenze presso il Barnard College della Columbia University, il Middlebury College (Vermont), il Vassar College (New York) e l'Università di Porto Rico.
Al pari di molti artisti e intellettuali dell'America del Sud, Mistral diviene console del Cile dal 1932 fino alla sua morte, svolgendo tale compito nelle città di Napoli, Madrid, Petrópolis, Nizza, Lisbona, Los Angeles e Santa Barbara, Veracruz in Messico, nuovamente in Italia a Rapallo e Napoli e, per finire, New York. Pubblica centinaia di articoli in periodici e giornali di pressoché tutti i paesi di lingua spagnola.
Nel 1938 a Buenos Aires, grazie all'aiuto dell'amica di lunga data e corrispondente Victoria Ocampo, pubblica Tala. Gabriela dedica la prima parte dell'opera alla madre, morta nel 1929, da sempre figura chiave nella sua vita, e sceglie di devolvere il ricavato delle vendite del libro ai bimbi resi orfani dalla Guerra Civile Spagnola. Questo volume include vari poemi che esaltano gli usi e il folklore del sud America e dell'Europa mediterranea.
Nell'agosto del 1943 Juan Miguel, nipote diciassettenne di Gabriela, si suicida. Yin Yin, questo il vezzeggiativo con cui Gabriela si rivolgeva a lui, l'aveva accompagnata in tutti i suoi viaggi, ed era cresciuto considerandola come una madre. La perdita è causa di enorme prostrazione per Mistral, tanto da portarla a convincersi che quello di Miguel non sia stato un suicidio, ma un omicidio.Questa morte, così come l'esplodere delle tensioni in Europa e America durante la Seconda Guerra Mondiale, e successivamente, durante la Guerra Fredda, diventano l'oggetto del suo ultimo volume di poesie, Lagar, che verrà pubblicato in Cile nel 1954.

### Premio Nobel
Il 15 novembre 1945 Mistral è la quinta donna, la prima di origine latino americana, ad essere nominata per il Premio Nobel per la letteratura, che riceve formalmente il 10 dicembre 1945, per «la sua opera lirica che, ispirata da potenti emozioni, ha reso il suo nome un simbolo delle aspirazioni idealiste di tutto il mondo latino americano».

### La "Città senza nome" e gli ultimi anni

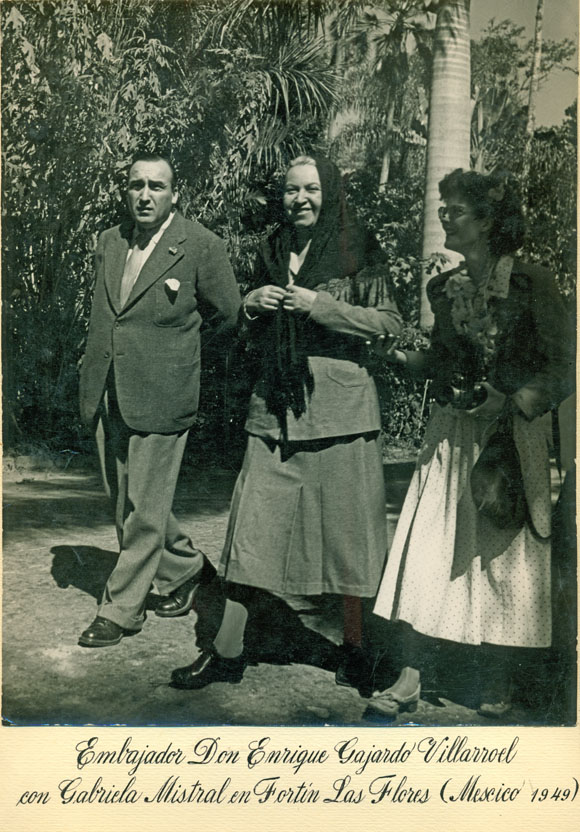
Gabriela Mistral e Doris Dana in Messico nel 1949.

Nel 1946, durante uno dei suoi viaggi, Gabriela conosce la scrittrice statunitense Doris Dana, con la quale inizia una relazione sentimentale. La corrispondenza fra le due scrittrici (1948-1956), raccolta nel libro Niña errante pubblicato postumo in Cile nel 2009, rivela chiaramente il sentimento fra le due donne: il loro legame, seppur segreto e travagliato a causa della distanza, durerà fino alla morte della Mistral, quando quest'ultima si spegnerà undici anni dopo a New York, dopo una lunga agonia, assistita dalla compagna.
Nel 1947, Mistral riceve una laurea honoris causa dal Mills College di Oakland, in California. Quattro anni dopo, le viene consegnato nel proprio paese il Premio Nazionale per la Letteratura.
Nel 1953 è nominata console a New York, e ciò le permette di stabilirsi nella città da lei considerata «Troppo fredda e senza nome», ma luogo di residenza della compagna Dana. Scrive in una delle sue lettere, nel 1954: «Doris, mi trovo negli Stati Uniti per te [...] . Ma se tu non desideri lasciare la tua casa, comprami, ripeto, un calorifero e rimaniamo qui».
Gabriela morirà di cancro al pancreas a Long Island il 10 gennaio 1957, all'età di 67 anni. I suoi resti vengono traslati in Cile nove giorni più tardi, e il Governo cileno dichiarerà tre giorni di lutto nazionale.
Durante la convivenza Doris, conscia della salute precaria di Gabriela a causa di problemi cardiaci e delle complicanze croniche del diabete, aveva iniziato a raccogliere la corrispondenza e le opere della poetessa. Più di 40.000 manoscritti e 250 lettere verranno donati al governo cileno e conservati nella Biblioteca Nazionale del Cile da Doris Atkinson, nipote di Dana, solamente dopo la morte di quest'ultima nel 2006.
Il rapporto tra Gabriela e la sua terra natia infatti è sempre stato difficile e ambiguo. Mentre il suo talento come scrittrice veniva ampiamente riconosciuto in Europa, in centro e nord America, in Cile veniva spesso discriminata per i contenuti dei suoi lavori, che si distaccavano da quelli di una società "maschilista, centralista ed elitaria". Quando Gabriela era ancora una giornalista in Cile, a New York si pubblicavano le sue poesie. Ed è per questo motivo, e per lo scarso rispetto dimostrato dal governo per le disposizioni testamentarie di Gabriela, che Doris Dana rifiutò di consegnare al governo cileno le opere della compagna, finché il talento della scrittrice non fosse stato riconosciuto a tutti gli effetti.

### Le volontà
Nel suo testamento, redatto a New York il 17 novembre 1956, Mistral nomina Doris Dana erede universale ed esecutrice testamentaria, e le riserva i diritti relativi alla pubblicazione di tutte le sue opere, i guadagni provenienti dalla loro vendita in tutto il mondo, ad eccezione del Sud America, la proprietà acquistata a Santa Barbara e tutto ciò che vi è al suo interno..
Ma Mistral non dimenticherà le sue origini, né rinnegherà la sua terra natia: nel suo testamento viene disposto infatti che i proventi delle vendite dei suoi libri in Sud America e i beni mobili o immobili di sua proprietà a La Serena siano donati ai bambini poveri di Monte Grande, quartiere in cui lei stessa aveva trascorso la sua infanzia. La scrittrice nomina come gestore di tali fondi l'ordine francescano del Cile, al quale consente di trattenere il 10% del ricavato per attività di carità e di sostentamento attraverso il fondo Hermana Gabriela Mistral. Dispone infine che il suo corpo sia sepolto nell'"amata città di Montegrande, Elqui Valley, Cile".
Le volontà di Gabriela verranno rispettate solamente in parte. L'approvazione durante il regime di Pinochet del decreto n. 2.560 del 1979 del Ministero per l'Educazione, emanato con il fine di sottrarre a Doris Dana la gestione dei diritti d'autore delle opere di Mistral, avrebbe reso per diverso tempo inapplicabile l'esecuzione del testamento.
Il decreto stabiliva infatti che la garante testamentaria della scrittrice scomparsa, non godendo di alcuna autorità in Cile, non poteva stipulare contratti con gli editori. I proventi delle vendite delle opere della scrittrice cilena rimasero nelle casse delle case editrici. Il decreto venne abrogato nel 2003, ma la situazione non sarebbe migliorata a causa della cattiva amministrazione dei fondi da parte della fondazione francescana Hermana Gabriela Mistral.
Ancora oggi si dibatte sul destino del lascito della scrittrice cilena ai bambini di Monte Grande, che avrebbero finora ricevuto scarsi benefici, eccezion fatta per qualche televisore donato alle scuole più povere del paese.

## Gabriela e la poesia: un caleidoscopio di identità
Secondo Iván Carrasco la letteratura cilena sarebbe il risultato dell'incontro fra differenti lingue e culture europee con le tradizioni culturali autoctone, che fin dai tempi della colonizzazione avrebbero portato alla nascita di un'identità letteraria meticcia.
Anche le opere di Mistral rivelano una personalità eterogenea che confluisce in uno stile e in un ritmo narrativo unico e innovativo. La Gabriela mundonovista, espressione delle diverse esperienze letterarie maturate nel corso del tempo e delle influenze straniere, convive con la Lucila Goldoy, cilena e radicata nelle tradizioni del suo paese. L'amore, il dolore, la maternità, le umili origini, sono elementi chiave nella poesia dell'autrice, e in Desolación (1922) e Tala (1938) tali simbolismi sono presenti con maggiore forza.
Desolacion è un'opera divisa in sezioni, ognuna delle quali mostra una diversa identità dell'autrice. Fra queste, è presente la donna innamorata in Dolor e la maestra perfetta in La escuela o Infantiles. Ma forse la più importante fra le personalità presentate della Mistral è quella rurale: Los Recados è ricco di proverbi, colloquialismi e regionalismi che riportano il lettore alle origini umili e contadine dell'autrice.
In Tala, protagoniste sono invece l'identità religiosa e la figura materna. La madre mistraliana è una madre terrena, una genitrice e una levatrice, ma allo stesso tempo un'icona religiosa, un'identità simbolica pari alla Vergine Maria con il compito di accudire i più deboli e i bisognosi, poiché «la maternità è capace di curare la solitudine e dar vita ad un nuovo modo di vedere il mondo».
Gabriela Mistral è però anche una vagabonda afflitta dal senso di non appartenenza e dal desiderio di ritornare alle proprie origini. Ne El país de la ausencia e La extranjera (entrambi contenuti in Tala) l'autrice si estrania e si distacca dal mondo attraverso i suoi versi, senza indifferenza né cinismo, esprimendo la disillusione nel vivere in un paese «che non è più un paese» dopo gli anni terribili della guerra. Gabriela si sente una straniera, una donna che ha perso le proprie tradizioni e i propri costumi e che sogna una patria utopica in cui tornare (Patrias, Lagar, 1954).

## Riconoscimenti

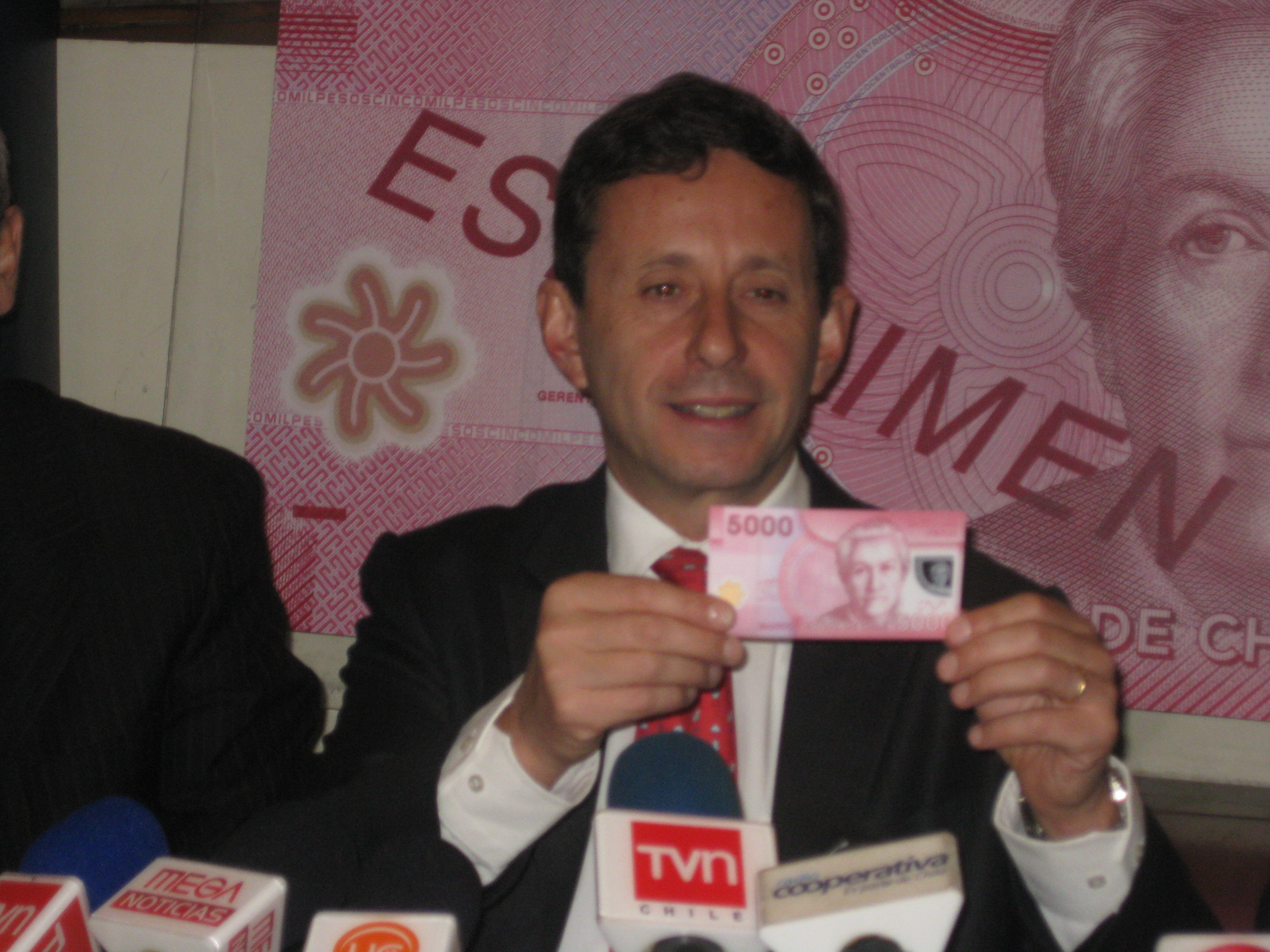
Il direttore della Banca Centrale del Cile José De Gregorio presenta la banconota da 5000 pesos con l'effige di Gabriela Mistral

L'Organizzazione degli Stati americani istituisce nel 1979 il Premio Gabriela Mistral, «con lo scopo di riconoscere coloro che hanno contribuito all'identificazione e all'arricchimento della cultura tipica Americana e delle sue regioni o individualità culturali». Venne consegnato per la prima volta nel 1984.
L'università privata fondata nel 1981, la Universidad Gabriela Mistral, porta il suo nome, così come ogni città principale del Cile ha una strada, una piazza, o una via, dedicata all'autrice.
L'effige dell'autrice è apparsa nella banconota da 5000 pesos cileni a partire dal luglio 1981, sostituita con una nuova versione nel settembre del 2009.
Il 7 aprile 1991 il cerro Fraile, una collina situata a Monte Grande, viene rinominata Gabriela Mistral, esaudendo così il desiderio che la stessa Mistral aveva espresso nel suo testamento.
Il 15 novembre 2005 la Metropolitana di Santiago del Cile ricorda l'anniversario della premiazione del Nobel di Gabriela dedicandole un intero treno decorato con fotografie della poetessa.
Il 19 ottobre 2009 l'edificio Diego Portales viene rinominato "Centro Cultural Gabriela Mistral" «con lo scopo di perpetuare la memoria dell'autrice e onorarne il nome, nonché il suo contributo alla formazione del patrimonio culturale del Cile e della letteratura ispano-americana».

### Premi
- 1945: Premio Nobel per la letteratura
- 1947: Laurea ad honorem causa presso il Mills College of Oakland (California).
- 1951: Premio Nazionale di Letteratura del Cile
- 1953: Laurea ad honorem presso l'università del Cile

Tra i vari riconoscimenti ad honorem spiccano anche quelli ricevuti dalle università del Guatemala, della California e di Firenze.

## Opere
- Sonetos de la Muerte (1914)
- Desolación - Instituto de las Españas, New York (1922)
- Lecturas para mujeres. Destinadas a la enseñanza del lenguaje - Departamento Editorial de la Secretaría de Educación, Messico (1923)
- Ternura. Canciones de niños: rondas, canciones de la tierra, estaciones, religiosas, otras canciones de cuna - Satrurnino Callejas, Madrid (1924)
- Nubes blancas: poesías y La oración de la maestra - B. Bauza, Barcellona(1930)
- Tala - Editorial Sur, Buenos Aires (1938)
- Antología - Editorial Zig-Zag, Santiago (1941)
- Los sonetos de la muerte y otros poemas elegíacos - (1952)
- Lagar - Philobiblion, Santiago (1954)
- Recados, contando a Chile - Editorial del Pacifico, Santiago (1957)

### Pubblicazioni postume
- Desolación, Ternura, Tala y Lagar - a cura di Palma Guillén. Parrúa, Messico (1957)
- Motivos de San Francisco - Selezione e prologo a cura di e César Díaz-Muñoz Cormatches. Editorial del Pacifico (1965)
- Poema de Chile - revisionato da Doris Dana. Editorial Pomaire (1967)
- Poesías completas - con prologo di Esther de Cáceres. Aguillar, Madrid (1968)
- Magisterio y niño, selezione di poesie a cura di Roque Esteban Scarpa. Editorial Adrés Bello, Santiago (1979)
- Lagar II - Dirección de Bibliotecas, Archivos y Museos (Biblioteca Nazionale cilena) (1991)
- Antología mayor - 4 tomi (1: Poesia; 2: Prosa; 3: Lettere; 4: Vita e opere), a cura di Luis Alberto Ganderats. Lord Cochrane, Santiago.(1992)
- Gabriela Mistral en 'La Voz de Elqui' - Dirección de Bibliotecas, Archivos y Museos, Museo Gabriela Mistral di Vicuña(1992)
- Gabriela Mistral en «El Coquimbo» - Dirección de Bibliotecas, Archivos y Museos, Museo Gabriela Mistral di Vicuña (1994)
- Gabriela Mistral: Escritos políticos - a cura di Jaime Quezada. Fondo de cultura Económica, Santiago (1994)
- Poesías completas - a cura di Jaime Quezada. Editorial Adrés Bello (2001)
- Bendita mi lengua sea. Diario íntimo de Gabriela Mistral (1905-1956) - a cura di Jaime Quezada. Planeta/Ariel, Santiago (2002)
- El ojo atravesado. Correspondencia entre Gabriela Mistral y los escritores uruguayos - a cura di ilvia Guerra e Verónica Zondek. LOM, Santiago (2005)
- Gabriela Mistral: 50 prosas en «El Mercurio»: 1921-1956 - a cura di Florido Pérez. El Mercurio/Aguilar, Santiago (2005)
- Moneda dura. Gabriela Mistral por ella misma - a cura di Cecilia García Huidobro. Catalonia, Santiago (2005)
- Esta América nuestra. Correspondencia 1926-1956 Gabriela Mistral y Victoria Ocampo - a cura di Elisabeth Horan e Doris Meyer. El Cuenco de Plata, Buenos Aires (2007)
- Gabriela Mistral esencial. Poesía, prosa y correspondencia - a cura di Floridor Pérez. Aguilar, Santiago (2007)
- Gabriela y México - a cura di Pedro Pablo Zegers. Red Internacional del Libro, Santiago (2007)
- Gabriela Mistral. Álbum personal - Dirección de Bibliotecas, Archivos y Museos Pehuén, Santiago (2008)
- Almácigo - poesie inedite a cura di Luis Vargas Saavedra, Università Cattolica del Cile, Santiago (2009)
- Niña errante. Cartas a Doris Dana - a cura di Pedro Pablo Zegers. Lumen, Santiago(2009)
- Hijita querida - a cura di Pedro Pablo Zegers. Dibam/Pehuén, Santago (2011)
- Epistolario americano - corrispondenza con José Vasconcelos e Radomiro Tomic, Ciro Alegría, Salvador Allende, Alone, Eduardo Frei Montalva, Pablo Neruda e Ezra Pound -Das Kapital Ediciones, Santiago (2012)
- Baila y sueña. Rondas y canciones de cuna inéditas de Gabriela Mistral - 10 ninnananne e 8 filastrocche inedite a cura di Luis Vargas Saavedra. Università Cattolica del Cile, Santiago (2012)
- Caminando se siembra - prose inedite a cura di Luis Vargas Saavedra- Lumen, Santiago (2013)
- Poema de Chile - nuova edizione con 59 poesie inedite a cura di Diego del Pozo. La Pollera, Santiago (2013)
- Por la humanidad futura - antologia politica di Gabriela Mistral a cura di Diego del Pozo. La Pollera, Santiago (2015)
- 70 años del Nobel - antologia cittadina con illustrazioni a cura di Alejandra Acosta, Karina Cocq, Rodrigo Díaz, Pablo Luebert Paloma Valdivia. CNCA (2015)

### Multimediale
- La preghiera da Poesie ispano-americane - registrazione sonora non musicale a cura di Luigi Vannucchi. Istituto internazionale del disco, Milano (1965)
- Amore padrone da Poesie ispano-americane - registrazione sonora non musicale a cura di Luigi Vannucchi. Istituto internazionale del disco, Milano (1965)
- Piecitos de niños da Piccola antologia spagnola - registrazione sonora non musicale con dizione di Asunción Balanguer e Francisco Rabal
- Canto a Gabriela Mistral... y la poesias de mi compañeros - registrazione sonora musicale a cura di Marta Contreras. Bologna (1981)
- Amado, apresura el paso - album di Ángel Parra (1995)
- Gabriela Mistral, il mistero di una cicala - documentario a cura di Luis R.Vera, Cile (2005)[37]

### Traduzioni in italiano
- Piccola antologia di Gabriela Mistral - traduzione a cura di Raniero Nicolai. Ministero degli Affari esteri di Roma (1946)
- Desolación di Gabriela Mistral - Editorial del Pacifico (1960)
- Poemi delle madri di Gabriela Mistral - traduzione a cura di Graziella Viterbi, presentazione di Raniero Nicolai. Roma: Carucci (1958)
- Gabriela Mistral - Contiene Desolación, Ternura, Tala, Lagar, traduzione a curi di Piero Raimondi. UTET (1965)/ Club degli editori (1981)
- Canto che amavi - antologia di poesie scelte a cura di Matteo Lefèvre. Marcos y Marcos (2010)